# Isengard (banda sueca)
Isengard fue una banda de power metal melódico formada en Linköping (Suecia) por los hermanos Janne y Uffe Tillman en 1988. Su nombre hace referencia a la fortaleza ficticia de Isengard, uno de los escenarios en los que se ambienta la novela El Señor de los Anillos, de J. R. R. Tolkien. En 2016 anuncian a través de su Facebook oficial su separación definitiva.

## Última formación
- Peter Högberg - voz
- Janne Goat Tillman - bajo
- Ronnie Andréson - guitarra
- Uffe Tillman - batería
- Fredrik Broman - guitarra

## Discografía

### Álbumes
- Feel No Fear - 1994
- Enter the Dragon Empire - 1996
- Crownless Majesty - 2001

### EP
- Under the Dragons Wing - 1995
- Sail Into Orion - 2013